# أنخيل بلانكو
أنخيل بلانكو (بالإسبانية: Ángel Blanco)‏ هو مصارع محترف مكسيكي، ولد في 2 أغسطس 1938 في Atoyac ‏ في المكسيك، وتوفي في 26 أبريل 1986 في نويفو لاريدو في المكسيك.

## روابط خارجية
- أنخيل بلانكو على موقع CageMatch worker (الإنجليزية)